# Palau Pacific Airways
Palau Pacific Airways war eine palauische Fluggesellschaft mit Sitz in Melekeok und Basis auf dem Flughafen Koror.

## Geschichte
Palau Pacific Airways wurde im Juli 2014 gegründet. Die Aufnahme des Flugbetriebs erfolgte am 11. November 2014 mit einer von der slowakischen AirExplore im Wetlease gemieteten Boeing 737-800, mit der das Unternehmen eine Verbindung von Koror nach Hongkong eingerichtet hat. Daneben waren ab Anfang 2015 auch Linienflüge nach Taiwan-Taoyuan und Guam geplant. Die Strecke nach Taiwan wurde erstmals am 30. Januar 2016 beflogen.
Die Fluggesellschaft stellte im Juli oder November 2018 ihre Tätigkeit ein.

## Flotte
Mit Stand Februar 2018 bestand die Flotte der Palau Pacific Airways aus einem 16 Jahre alten Flugzeug:
| Flugzeugtyp    | Luftfahrzeugkennzeichen | Anmerkungen                                                       | Sitzplätze |
| -------------- | ----------------------- | ----------------------------------------------------------------- | ---------- |
| Boeing 737-800 | OM-HEX                  | mit Winglets ausgestattet; durch AirExplore im Wetlease betrieben | 188        |